# 25670 Densley
25670 Densley è un asteroide della fascia principale. Scoperto nel 2000, presenta un'orbita caratterizzata da un semiasse maggiore pari a 2,9328251 UA e da un'eccentricità di 0,0636129, inclinata di 3,37163° rispetto all'eclittica.